# Souto Maior (Sabrosa)
Souto Maior ist eine Gemeinde (Freguesia) im portugiesischen Kreis Sabrosa. In ihr leben 439 Einwohner (Stand 19. April 2021).